# Derventa (rivière)
Pour les articles homonymes, voir Derventa (homonymie).
La Derventa (en serbe cyrillique : Дервента) est une petite rivière de l'ouest de la Serbie. Elle est située dans les monts Tara, sur le territoire de la municipalité de Bajina Bašta.
Une partie des gorges de la Derventa (en serbe : Klisura Dervente et Клисура Дервенте) a été transformée en réserve naturelle le 1er janvier 1996.

## Géographie
La réserve naturelle de la Derventa Klisura est située sur la rive droite de la Drina couvre une superficie de 0,23 km2. Elle se caractérise par des falaises de calcaire hautes et abruptes.

## Flore et faune
La réserve abrite 15 espèces de plantes endémiques ou subendémiques, avec une végétation qui présente un caractère subméditerranéen. Le botaniste serbe Josif Pančić y a découvert une espèce de centaurée, Centaurea derventana, qui doit son nom à la gorge. La faune y est également intéressante ; on y rencontre notamment le chamois.